# 秋山昌満
秋山 昌満（あきやま まさみつ）は、戦国時代の武将。甲斐武田氏の家臣。

## 略歴
甲斐巨摩郡甘利（現：山梨県韮崎市）領主。
武田信虎に仕え様々な文書の発給を担当したことが確認できる。孫もまた武田勝頼の時代に家臣として仕えている。